# Ornithophila gestroi
Ornithophila gestroi är en tvåvingeart som först beskrevs av Camillo Rondani 1878.  Ornithophila gestroi ingår i släktet Ornithophila och familjen lusflugor. Inga underarter finns listade i Catalogue of Life.